# Лара, Кеннет
Кеннет Майкл Лара Арбунич (исп. Kennet Michel Lara Arbunic; 10 июня 1999, Сантьяго, Чили) — чилийский футболист, защитник клуба «Курико Унидо».

## Клубная карьера
Лара — воспитанник клуба «Курико Унидо». 22 июля 2018 года в матче против «Сан-Луис Кильота» он дебютировал в чилийской Примере. 28 октября в поединке против «Депортес Темуко» Кеннет забил свой первый гол за «Курико Унидо».

## Международная карьера
В 2019 году Вильянуэва в составе молодёжной сборной Чили принял участие в домашнем молодёжном чемпионате Южной Америки. На турнире он сыграл в матче против команды Венесуэлы.